# Almir
Almir je moško osebno ime.

## Različice imena
Ženske oblike imena:Almira, Alma, Almirka

## Izvor imena
Ime Almir razlagajo iz arabske besede al ämir, ki pomeni »vodja, poveljnik, vladar«.

## Pogostost imena
- V Sloveniji je bilo po podatkih iz knjige Leksikon imen Janeza Kebra leta 1994 221 nosilcev tega imena. Ostale različice, ki so bile še v uporabi: Almira (289) in Alma (707).
- Po podatkih Statističnega urada Republike Slovenije je bilo na dan 31. decembra 2007 v Sloveniji število moških oseb z imenom Almir: 483.[2]

## Osebni praznik
V koledarju je  Amir (francoski menih † 560). God praznuje 11. septembra.